# 洛塔尔·冯·阿尔诺·德·拉·佩里耶
海軍中將洛塔尔·冯·阿尔诺·德·拉·佩里耶（德語：[ˈloːtaʁ fɔn ʔaʁˈnoː də la peˈʁi̯ɛːɐ̯]；1886年3月18日—1941年2月24日）生於普魯士王國波森省，德意志帝國海軍軍官。於第一次世界大戰期間指揮U型潜艇，總計擊沉194艘協約國船艦，擊沉容積總噸達453,716噸，是有史以來最成功的潛艦艦長。他的戰績來自於地中海，主要使用潛艦的88公厘艦砲。他的海軍生涯共發射74枚魚雷，命中39次。
戰後佩里耶繼續在德國海軍（威瑪國家海軍）服役，第二次世界大戰期間他被徵召重返戰場，軍階為海軍少將。1941年他在巴黎附近的一場空難中喪生。

## 第一次世界大戰

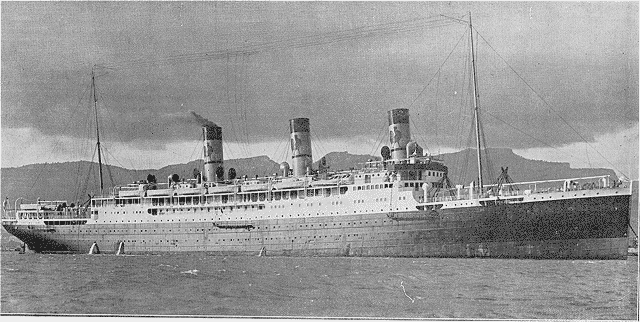
高盧號運兵船

阿尔诺·德·拉·佩里耶在1903年加入德意志帝國海軍，曾在腓特烈·威廉选帝侯号战列舰、西里西亚号战列舰和石勒苏益格-荷尔斯泰因号战列舰上服役。1911至1913年間他在埃姆登號小巡洋艦擔任魚雷員。
第一次世界大戰爆發初期，阿尔诺·德·拉·佩里耶在柏林擔任胡戈·冯·波尔的副官。在動員期間，他被調到海軍飛艇分隊。1915年他再被調派至U型潜艇。在普拉上完課後，他在1915年11月被派至U-35号潜艇擔任艦長，期間共出航14次並擊沉189艘商船和2艘戰船，容積總噸達446,708噸，共中一艘是運兵船高盧號，造成大量敵軍喪生。1918年5月他被調至U-139号潜艇，擊沉多5艘船，容積總噸為7,008噸。他的戰績前無古人，後無來者，使他獲得一級和二級鐵十字勳章，及在1916年獲得功勳勳章。

## 兩戰之間
第一次世界大戰結束後，阿尔诺·德·拉·佩里耶留在大幅削減的德國海軍。在1920年代，他擔任汉诺威号战列舰和阿尔萨斯号战列舰領航員。在1928年9月24日至1930年10月10日，他出任埃姆登号轻巡洋舰艦長。1931年他以上校軍階退役。1932年至1938年間他在土耳其海軍學院任職教師。

## 第二次世界大戰

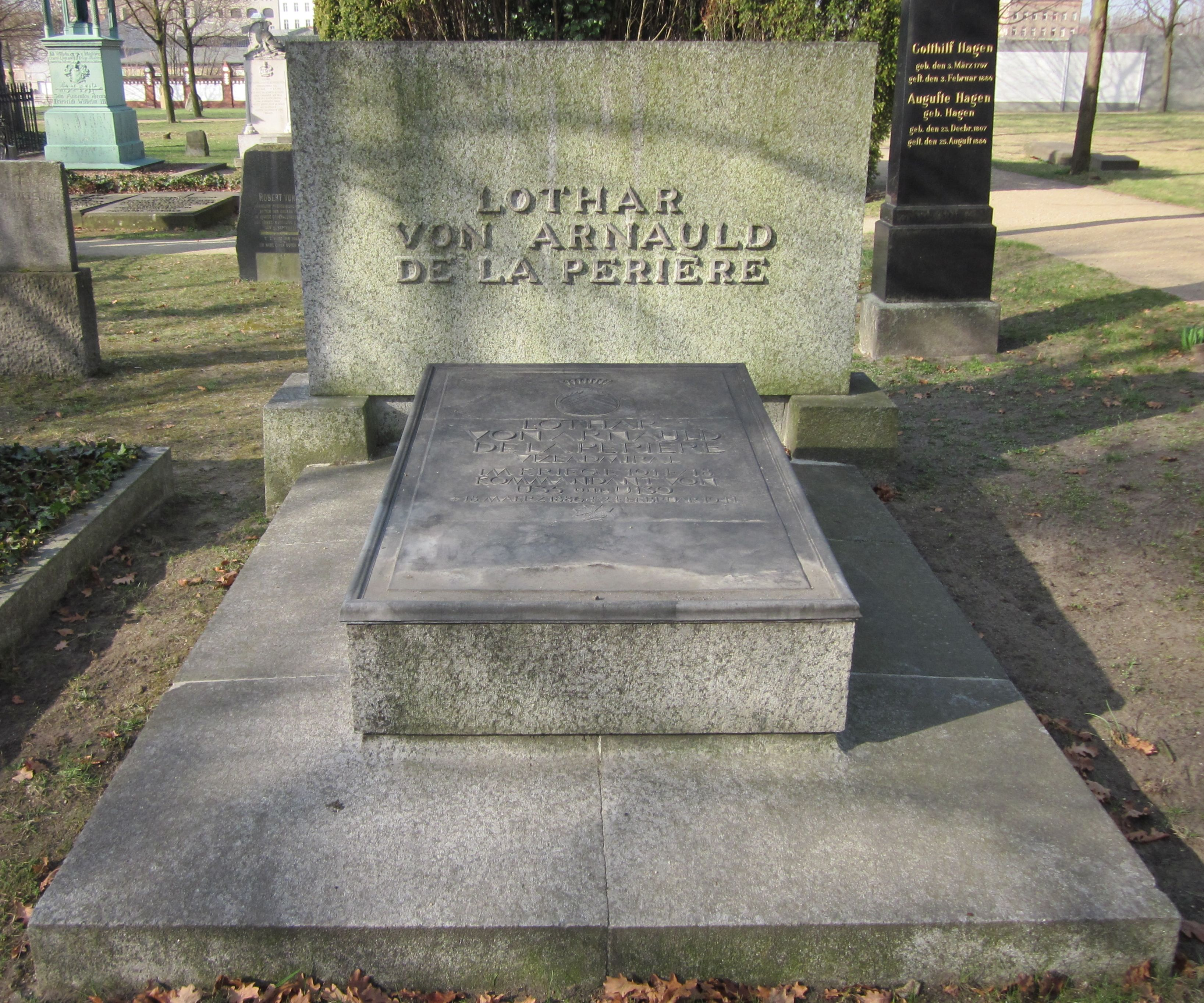
洛塔尔·冯·阿尔诺·德·拉·佩里耶在柏林的墓穴

第二次世界大戰爆發初，阿尔诺·德·拉·佩里耶被徵召重返戰場。他先在但澤搶任海軍指揮官，之後被調至低地國出任荷蘭和比利時的海軍指揮官。晉升至少將後，他被調派為布列塔尼半岛海軍指揮官，之後負責整個法國西岸。1941年2月1日晉升至中將，出任南部海軍艦隊指揮官。之後他在巴黎-勒布尔热机场搭飛機起飛時墜毀遇難，其遺體葬於柏林荣军公墓。

## 獎章
- 功勳勳章（1916年10月11日）
- 鐵十字勳章（1914年），第一級和二級
- 騎士十字霍亨索倫王室獎章附配劍
- 四級王冠獎章
- U艇战斗章（1918年）
- 服役十字獎章
- 漢堡漢薩十字勳章
- 皇家騎士十字利奥波德獎章附戰爭獎章
- 第三級鐵王冠獎章附戰爭獎章
- 第三級十字軍事功勛勳章附戰爭獎章
- 銀色土耳其功勛勳章附配劍
- 加里波利之星